# Siegfried Lerdon
Siegfried Walter Fritz Lerdon (ur. 8 sierpnia 1905 w Berlinie, zm. 1 października 1964 w Bischofsheim in der Rhön) – niemiecki florecista i szpadzista, brązowy medalista igrzysk olimpijskich i mistrzostw świata. 

## Kariera sportowa
Na igrzyskach olimpijskich w Berlinie w 1936 roku reprezentacja III Rzeszy w składzie: Siegfried Lerdon, August Heim, Julius Eisenecker, Erwin Casmir, Stefan Rosenbauer i Otto Adam zdobył brązowy medal we florecie drużynowym. W turnieju indywidualnym nie wystąpił. Startował tam również w szpadzie, zajmując czwarte miejsce drużynowo, a indywidualnie odpadając w półfinałach.
Podczas mistrzostw świata w Lozannie w 1935 roku (oficjalnie imprezy tego cyklu rozgrywane są pod tą nazwą od 1937), razem z Eugenem Geiwitzem, Heinzem Heiglem i Stefanem Rosenbauerem zdobył brązowy medal w szpadzie drużynowej.
W latach 1938, 1939 i 1942 zdobywał mistrzostwo kraju w szpadzie indywidualnej.